# Ronde van Spanje 2014
De 69e editie van de Ronde van Spanje ging van start op zaterdag 23 augustus 2014 in Jerez de la Frontera met een ploegentijdrit en eindigde op zondag 14 september met een korte tijdrit in Santiago de Compostella.
Er werd net als in 2012 en 2013 begonnen met een ploegentijdrit in de provincie Cádiz. Na drie weken fietsen was de Spanjaard Alberto Contador voor de derde keer de beste in de ronde van zijn eigen land. Hij bleef in het eindklassement Chris Froome en Alejandro Valverde voor.

## Deelnemende ploegen
Alle achttien UCI World Tour ploegen hebben het recht en de plicht om deel te nemen aan de Ronde van Spanje 2014. Daarnaast heeft de organisatie nog vier wildcards vergeven aan teams die geen deel uitmaken van de World Tour.
| 18 UCI World Tour-ploegen | 18 UCI World Tour-ploegen | 18 UCI World Tour-ploegen | 4 wildcards |
| ------------------------- | ------------------------- | ------------------------- | ----------- |
| AG2R La Mondiale          | FDJ.fr                    | Movistar                  | Caja Rural  |
| Astana                    | Garmin Sharp              | Omega Pharma-Quick-Step   | Cofidis     |
| Belkin                    | Giant-Shimano             | Orica-GreenEdge           | MTN-Qhubeka |
| BMC Racing Team           | Lampre-Merida             | Sky ProCycling            | IAM Cycling |
| Cannondale                | Lotto-Belisol             | Tinkoff-Saxo              |             |
| Europcar                  | Katjoesja                 | Trek Factory Racing       |             |
|                           |                           |                           |             |

## Etappe-overzicht
| Datum  | Etappe  | Start-Finish                                                | Afstand in km | Type                | Winnaar                                                                                              | Ploeg                                                                                                | Klassementsleider    |
| ------ | ------- | ----------------------------------------------------------- | ------------- | ------------------- | --- | --- | -------------------- |
| 23 aug | 1       | Jerez de la Frontera - Jerez de la Frontera                 | 12,6          | Ploegentijdrit      | Team Movistar (Valverde, Amador, Castroviejo, Erviti, Herrada, Izagirre, Malori, Moreno en Quintana) | Team Movistar (Valverde, Amador, Castroviejo, Erviti, Herrada, Izagirre, Malori, Moreno en Quintana) | Jonathan Castroviejo |
| 24 aug | 2       | Algeciras - San Fernando                                    | 174,4         | Vlakke rit          | Nacer Bouhanni                                                                                       | FDJ.fr                                                                                               | Alejandro Valverde   |
| 25 aug | 3       | Cádiz - Arcos de la Frontera                                | 188           | Heuvelrit           | Michael Matthews                                                                                     | Orica-GreenEdge                                                                                      | Michael Matthews     |
| 26 aug | 4       | Mairena del Alcor - Córdoba                                 | 172,6         | Heuvelrit           | John Degenkolb                                                                                       | Giant-Shimano                                                                                        |                      |
| 27 aug | 5       | Priego de Córdoba - Ronda                                   | 182,3         | Vlakke rit          | John Degenkolb                                                                                       | Giant-Shimano                                                                                        |                      |
| 28 aug | 6       | Benalmádena - La Zubia                                      | 157,7         | Bergrit             | Alejandro Valverde                                                                                   | Team Movistar                                                                                        | Alejandro Valverde   |
| 29 aug | 7       | Alhendín - Alcaudete                                        | 165,4         | Heuvelrit           | Alessandro De Marchi                                                                                 | Cannondale                                                                                           |                      |
| 30 aug | 8       | Baeza - Albacete                                            | 207,4         | Vlakke rit          | Nacer Bouhanni                                                                                       | FDJ.fr                                                                                               |                      |
| 31 aug | 9       | Carboneras de Guadazaón - Aramón Valdelinares               | 181           | Bergrit             | Winner Anacona                                                                                       | Lampre-Merida                                                                                        | Nairo Quintana       |
| 1 sep  | Rustdag | Rustdag                                                     | Rustdag       | Rustdag             | Rustdag                                                                                              | Rustdag                                                                                              | Rustdag              |
| 2 sep  | 10      | Real Monasterio de Santa María de Veruela - Borja           | 34,5          | Individuele tijdrit | Tony Martin                                                                                          | Omega Pharma-Quick-Step                                                                              | Alberto Contador     |
| 3 sep  | 11      | Pamplona - Santuario de San Miguel de Aralar                | 151           | Bergrit             | Fabio Aru                                                                                            | Astana                                                                                               |                      |
| 4 sep  | 12      | Logroño - Logroño                                           | 168           | Vlakke rit          | John Degenkolb                                                                                       | Giant-Shimano                                                                                        |                      |
| 5 sep  | 13      | Belorado - Obregón (Parque de Cabárceno)                    | 182           | Heuvelrit           | Daniel Navarro                                                                                       | Cofidis                                                                                              |                      |
| 6 sep  | 14      | Santander - La Camperona (Valle de Sábero)                  | 199           | Bergrit             | Ryder Hesjedal                                                                                       | Team Garmin-Sharp                                                                                    |                      |
| 7 sep  | 15      | Oviedo - Lagos de Covadonga                                 | 149           | Bergrit             | Przemysław Niemiec                                                                                   | Lampre-Merida                                                                                        |                      |
| 8 sep  | 16      | San Martín del Rey Aurelio - La Farrapona (Lago de Somiedo) | 158,8         | Bergrit             | Alberto Contador                                                                                     | Tinkoff-Saxo                                                                                         |                      |
| 9 sep  | Rustdag | Rustdag                                                     | Rustdag       | Rustdag             | Rustdag                                                                                              | Rustdag                                                                                              | Rustdag              |
| 10 sep | 17      | Ortigueira - A Coruña                                       | 174           | Vlakke rit          | John Degenkolb                                                                                       | Giant-Shimano                                                                                        | Alberto Contador     |
| 11 sep | 18      | A Estrada - Mont Castrove (Meis)                            | 173,5         | Bergrit             | Fabio Aru                                                                                            | Astana                                                                                               |                      |
| 12 sep | 19      | Salvaterra do Miño - Cangas do Morrazo                      | 176,5         | Heuvelrit           | Adam Hansen                                                                                          | Lotto-Belisol                                                                                        |                      |
| 13 sep | 20      | Santo Estevo de Ribas de Sil - Puerto de Ancares            | 163,8         | Bergrit             | Alberto Contador                                                                                     | Tinkoff-Saxo                                                                                         |                      |
| 14 sep | 21      | Santiago de Compostella - Santiago de Compostella           | 10            | Individuele tijdrit | Adriano Malori                                                                                       | Team Movistar                                                                                        |                      |

## Eindklassementen
| Algemeen Klassement |                    |                            |           |
| Plaats              | Naam               | Ploeg                      | Tijd      |
| Rode trui           | Alberto Contador   | Tinkoff-Saxo               | 81u25'05" |
| 2                   | Chris Froome       | Team Sky ProCycling        | + 1'10"   |
| 3                   | Alejandro Valverde | Team Movistar              | + 1'50"   |
| 4                   | Joaquím Rodríguez  | Team Katjoesja             | + 3'25"   |
| 5                   | Fabio Aru          | Astana Pro Team            | + 4'48"   |
| 6                   | Samuel Sánchez     | BMC Racing Team            | + 9'30"   |
| 7                   | Daniel Martin      | Garmin Sharp               | + 10'38"  |
| 8                   | Warren Barguil     | Team Giant-Shimano         | + 11'50"  |
| 9                   | Damiano Caruso     | Cannondale                 | + 12'50"  |
| 10                  | Daniel Navarro     | Cofidis, Solutions Crédits | + 13'02"  |
|                     |                    |                            |           |
| 14                  | Wilco Kelderman    | Belkin-Pro Cycling Team    | + 25'04"  |
| 16                  | Maxime Monfort     | Lotto Belisol              | + 29'52"  |

| Puntenklassement |                    |                         |        |
| Plaats           | Naam               | Ploeg                   | Punten |
| Groene trui      | John Degenkolb     | Team Giant-Shimano      | 169    |
| 2                | Alejandro Valverde | Team Movistar           | 146    |
| 3                | Alberto Contador   | Tinkoff-Saxo            | 145    |
|                  |                    |                         |        |
| 9                | Jasper Stuyven     | Trek Factory Racing     | 71     |
| 18               | Wilco Kelderman    | Belkin-Pro Cycling Team | 36     |

| Bergklassement        |                    |                         |        |
| Plaats                | Naam               | Ploeg                   | Punten |
| Bolletjestrui (blauw) | Luis León Sánchez  | Caja Rural-Seguros RGA  | 58     |
| 2                     | Alberto Contador   | Tinkoff-Saxo            | 45     |
| 3                     | Alejandro Valverde | Team Movistar           | 40     |
|                       |                    |                         |        |
| 12                    | Wout Poels         | Omega Pharma-Quick-Step | 15     |
| 27                    | Bart De Clercq     | Lotto Belisol           | 4      |